# Ordine della Rosa di Lippe per le Arti e le Scienze
L'Ordine per l'Arte e la Scienza (in tedesco: Orden für Kunst und Wissenschaft) detto anche Decorazione d'onore della Rosa di Lippe per l'Arte e la Scienza (in tedesco: Lippische Rose Ehrenzeichen für Kunst und Wissenschaft) fu un ordine cavalleresco creato nell'ambito della Contea di Lippe-Biesterfeld, passata poi in uso a tutti gli altri principati di Lippe.

## Storia
L'Ordine venne fondato il 9 giugno 1898 dal conte Ernesto Casimiro di Lippe-Biesterfeld per ricompensare quanti, originari dei principati di Lippe, si fossero distinti nel campo delle arti e delle scienze, comprendendo anche i settori classici della pittura e della scultura, ma introducendo anche cinema, teatro per il campo artistico.

## Insegne
La medaglia dell'Ordine consisteva in una rosa canina (simbolo del Principato di Lippe) in argento con spine dorate, con al centro un medaglione dorato rappresentante due donne figuranti per le allegorie delle arti e delle scienze, con attorno un anello smaltato di blu con incisa in oro la frase "FUER KUNST UND WISSENSCHAFT" ("Per l'Arte e le Scienza"). Sul retro, il medaglione consisteva in un disco di rame con il monogramma del conte Enrico (una "E" coronata) e la scritta "GESTIFTET 9.JUNI 1898" ("fondato il 9 giugno 1898").
Il nastro dell'Ordine era bianco con una striscia rossa per parte.